# Tony Mahr
Tony Mahr, född 8 januari 1986 i Helsingborg, är en svensk före detta fotbollsspelare.

## Karriär
Mahrs moderklubb är Helsingborgs IF. Inför säsongen 2005 flyttades han upp i A-laget. Mahr gjorde allsvensk debut den 17 juli 2006 i en 3–1-förlust mot BK Häcken, där han blev inbytt i den 81:a minuten.
Inför säsongen 2007 gick Mahr till Assyriska FF. I juli 2008 gick han till division 2-klubben Ramlösa Södra.